# トランス脂肪酸

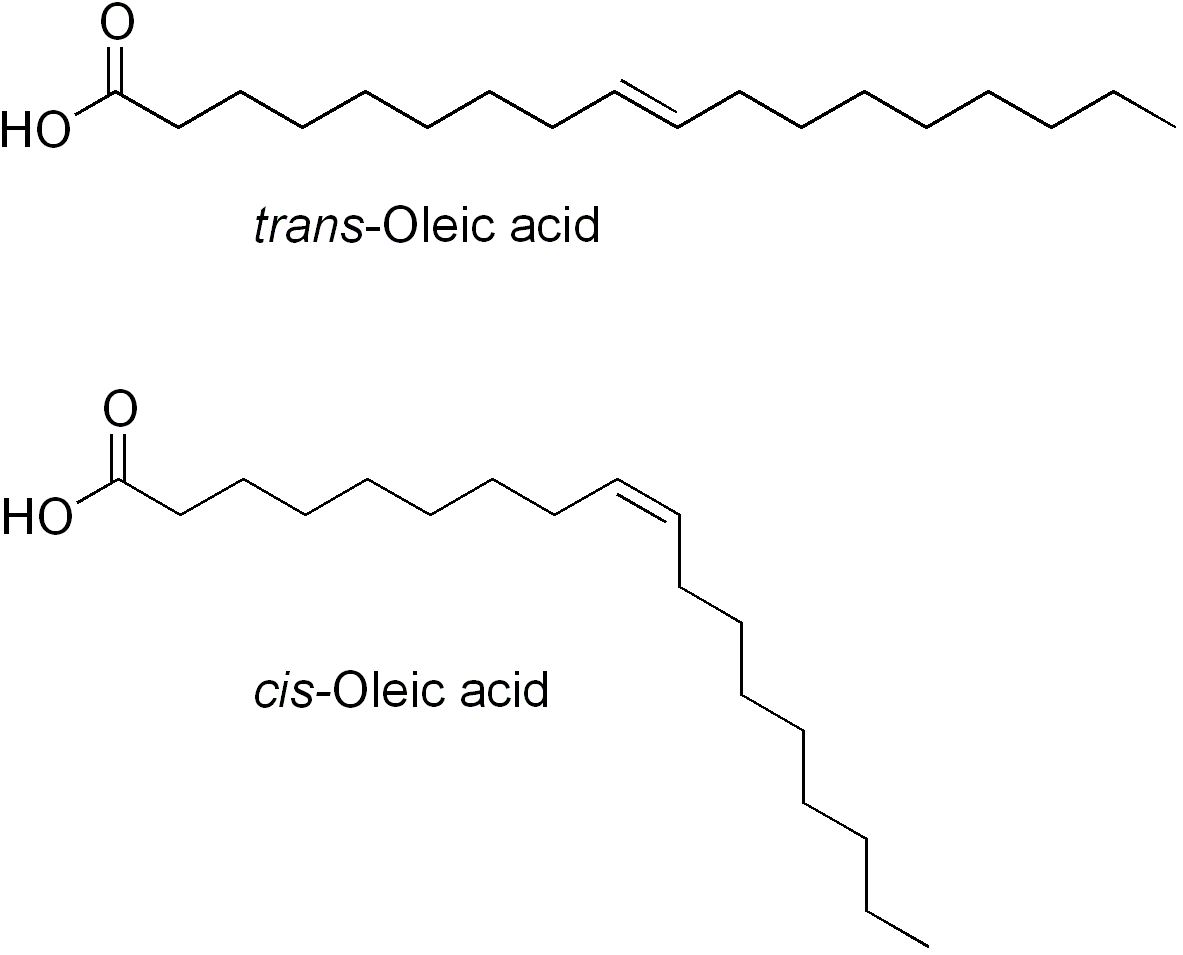
トランス脂肪酸（上：trans-オレイン酸）とシス脂肪酸（下：cis-オレイン酸）

トランス型不飽和脂肪酸（トランスがたふほうわしぼうさん、英: trans unsaturated fatty acids）、トランス脂肪酸は、構造中にトランス型の二重結合を持つ不飽和脂肪酸。
トランス脂肪酸は天然の動植物の脂肪中に少し存在する。水素を付加して硬化した部分硬化油を製造する過程で多く生成される。マーガリン、ファットスプレッド、ショートニングはそうして製造された硬化油である。他にも特定の油の高温調理やマイクロ波加熱（電子レンジ）によっても多く発生することがある。また天然にはウシ、ヒツジなど反芻動物の肉や乳製品の脂肪に含まれる。
LDLコレステロールを増加させ心血管疾患のリスクを高めるといわれ、2003年に世界保健機関(WHO)/国際連合食糧農業機関(FAO)合同専門委員会によって1日1%未満に控えるとの勧告が発表され、一部の国は法的な含有量の表示義務化、含有量の上限制限を設けた。世界保健機構（WHO）は、トランス脂肪酸を2023年までに根絶させることを目指している。日本では、製造者が自主的に取り組んでいるのみであるが、同じように目標値が設定されている飽和脂肪酸の含有量が増加している例が見られる。
パン、ケーキ、ドーナツ、クッキーといったベーカリー、スナック菓子、生クリームなどにも含有される。他にもフライドポテト、ナゲット、電子レンジ調理のポップコーン、ビスケットといった食品中に含まれ、製造者の対策によって含有量が低下してきた国もあれば、そうでない国もある。そうした食品を頻繁に食べれば、トランス脂肪酸を摂取しすぎることもある。

## 構造
植物油や魚油に含まれる天然の不飽和脂肪酸では、ほとんどの二重結合はシス型をとり、折れ曲がった構造である。一方、飽和脂肪酸を製造するために水素を添加し水素化させると、飽和脂肪酸になり切れなかった一部の不飽和脂肪酸のシス型結合がトランス型に変化（エライジン化し）し、直線状の構造を持つようになる。このような不飽和脂肪酸をトランス脂肪酸という。水素化は、融点を上げるために行われる。
| 一価不飽和脂肪酸 | 一価不飽和脂肪酸 | 飽和脂肪酸 |
| トランス（エライジン酸） | シス（オレイン酸） | 飽和（ステアリン酸） |
| --- | --- | --- |
| エライジン酸は、トランス型の不飽和脂肪酸であり、植物性脂肪の部分的な水素添加やエライジン化によって生成される。融点43-45℃。水素原子（H）が炭素（C）の二重結合をはさんで反対側についている状態。 | オレイン酸は、シス型の不飽和脂肪酸であり、天然の植物性脂肪の一般的な成分である。融点16.3℃。水素原子が炭素の二重結合をはさんで同じ側についている状態。 | ステアリン酸は動物性脂肪で見つかった飽和脂肪酸であり、完全に水素が付加した成分である。二重結合を持たないため、ステアリン酸はシスやトランスの形をとらない。 |
| | | |
| | | |
| これらの脂肪酸は、同一の化学式で二重結合の方向のみが異なる幾何異性体である。 | これらの脂肪酸は、同一の化学式で二重結合の方向のみが異なる幾何異性体である。                                                                          | この脂肪酸は二重結合を含まず、前の2つの異性体ではない。 |

## 食品中の存在
トランス脂肪酸は、自然界には反芻動物（牛、ヤギなど）の脂肪分に含まれている。反芻動物の肉や乳の脂質のうち2-5%を占める。これら動物の体内で微生物により産生されている。天然のトランス脂肪酸として、共役リノール酸やtrans-バクセン酸などがある。これらの天然のトランス脂肪酸は天然の不飽和脂肪酸の中にわずかに含まれており、乳製品であるバターなどにもわずかに含まれる。
人工のトランス脂肪酸は、不飽和脂肪酸から飽和脂肪酸を製造するための水素化や、不飽和脂肪酸を多く含む植物油の精製の際に生じる。そのため、不飽和脂肪酸を多く含む油脂を水素化して製造するマーガリン、ファットスプレッド、ショートニングには数%から十数%含まれる。
また、高温で長期間加熱された植物油にはtrans-ヒドロペルオキシド不飽和脂肪酸を初めとする多様なトランス脂肪酸類が含まれる。なぜなら、cis体である不飽和脂肪酸が空気酸化されるとヒドロペルオキシ不飽和脂肪酸やエポキシド脂肪酸など過酸化脂質が生成されるが、この際に二重結合の転移反応が進行するために、シス体ではなく熱力学的に安定なトランス体へ変換される。空気酸化はここに示した例からも先に進行しさらに複雑な化合物や樹脂化する。そしてヒドロペルオキシ不飽和脂肪酸は動脈硬化の原因のひとつと考えられている。
また、共役リノール酸（18:2, 9-シス,11-シス）も調理時の加熱によりトランス化することが知られており、一方でオレイン酸は加熱によりトランス体のエライジン酸に変化することはない。
工業的な水素化の過程で生成されたトランス脂肪酸はある食品中の脂肪の最大60%を占める場合がある一方、反芻動物の脂肪中のトランス脂肪酸は多くとも6%である。また、マイクロ波加熱は植物油中のトランス脂肪酸を明白に増加させる。牛乳を通常の加熱ではなくマイクロ波で処理すると、共役リノール酸が減少し、トランス脂肪酸が増える。
アメリカ食品医薬品局(FDA)は、食品に含まれるトランス脂肪酸の表示について規定を設けて表示を義務付けている。しかし植物性食品に含まれるコレステロールの場合と同様の理由で、含有量が少ない天然のトランス脂肪酸を食品成分表示に関する規制から除外している。

### 硬化油の精製
トランス脂肪酸を多く含む食品として硬化油がある。硬化油とは、融点の低い不飽和脂肪酸を多く含む油脂(植物油等)に水素付加を行うことで飽和脂肪酸に変換して常温で固体にしたもので、代表的なものにマーガリンやファットスプレッドやショートニングなどがある。この水素付加の過程で副産物としてトランス脂肪酸が生成する。
水素付加することで硬化油に変化させる際は、触媒のニッケルと不飽和脂肪酸とがπアリル錯体を形成してから水素と反応させる。ニッケルのπアリル錯体は不安定なため、元の不飽和脂肪酸に解離しやすい。このとき、一部は熱力学的に不安定なシス体に戻らず、熱力学的に安定なトランス体になる。十分に水素を付加させればトランス体も全て飽和脂肪酸へと変換されるが、通常は一部不飽和脂肪酸が残存した状態で硬化油の製造は完了する。

### トランス脂肪酸を多く含む食品
硬化油の代表的なものにマーガリンやファットスプレッドやショートニングなどがある。かつては日本のマーガリン類には脂質の8%程度のトランス脂肪酸が含まれていたが、現在では1%以下となっている。デンマークでは2%までと規制されている。ファットスプレッドは油脂の少ないマーガリン類（食用油脂が80%以下）であり、そのため同量の製品ではファットスプレッドの方がマーガリンに比べて製品重量あたりトランス脂肪酸が少ない（脂質の内訳としてトランス脂肪酸が少ないという意味ではない）。
他には、ファストフードの食品、フライドポテト、電子レンジ調理のポップコーン、チョコレートバーといった食品である。ファストフード店での揚げ物にはからっとした食感が得られ、長持ちするショートニングが使われている場合がある。ショートニングにもマーガリン類と同程度のトランス脂肪酸が含まれているが、これを調理のために加熱しても単純なトランス脂肪酸量が増加するわけではない。しかし、前述のように加熱による空気酸化で過酸化脂質が生成している可能性はある。
ショートニングは、食感改善効果が高いため、ビスケット、パン、ケーキ、スナック菓子などの小麦粉加工食品にも多く使われている。
日本での製造者による取り組みについては、#日本の対応と規制を参照。

## 人体への影響
アメリカ食品医薬品局の推定によると、米国疾病管理予防センターの研究者らは、食事中のトランス脂肪を排除することで、アメリカで毎年1万から2万人の心臓発作と3,000から7000人の心臓病による死亡を防ぐことができると報告している。 WHO/FAOの2003年のレポートで、トランス脂肪酸は心臓疾患のリスク増加との強い関連が報告され、また摂取量は全カロリーの1%未満にするよう勧告されている。平均的な活動量の成人の日本人1日当たり約2グラム未満が目標量に相当する。2016年の世界保健機関から出版されたメタアナリシスは、トランス脂肪酸の多い摂取量は心血管疾患のリスク上昇と関係があるため懸念であり、特に多価不飽和脂肪酸に置き換えることで血中脂質の状態を改善することが確認された。トランス脂肪酸は、必須脂肪酸であり攻撃性を減少させると研究で見出されているω-3脂肪酸の生成を抑制し、トランス脂肪酸の摂取量が多いほど攻撃性を増加させた。
摂取に伴うリスクとして指摘されているのは、主として虚血性心疾患（冠動脈の閉塞・狭心症・心筋梗塞）の発症と認知機能の低下である。トランス脂肪酸は心臓病のリスクとなるが、がんへの関与は知られていない。トランス脂肪酸の血中濃度が低い高齢者では、脳萎縮や認知機能低下があまり起きていない。
トランス脂肪酸の健康影響に関する科学的知見によると、
- 確証的な根拠（全てもしくはほぼ全ての研究で結果が一致している）・・・工業的に作られたトランス脂肪酸は、冠動脈性心疾患にかかるリスクを高める。冠動脈性心疾患につながるLDL（悪玉）コレステロールを増やすだけでなくHDL（善玉）コレステロールを減らす。こうした影響は過去に考えられていたよりも大きかった。
- おそらく確実な根拠（大多数の研究で結果が一致するが、一致しない結果もある）・・・工業的に作られたトランス脂肪酸は、冠動脈性心疾患による死亡、突然死、および糖尿病にかかるリスクや、メタボリックシンドロームと診断される内臓脂肪の蓄積（腹囲）・脂質異常（コレステロール、中性脂肪）、高血圧(血圧)、高血糖（空腹時血糖）の数値を高める。
- 今後の課題・・・以前、WHOでは集団におけるトランス脂肪酸の平均摂取量は最大でも総エネルギー摂取量の1%未満と勧告していた。摂取が高い人々のことを完全に考慮していないので、このレベルを考え直す必要があるかもしれないと認めていた。このことは、人が食べる食品から工業的に作られたトランス脂肪酸を排除する必要性に十分つながる。2018年にWHOは、トランス脂肪酸を2023年までに根絶する戦略を立てた[21]。

トランス脂肪酸を大量に摂取させた動物実験では血清コレステロールへの影響は少なかった。一方、ヒトでの疫学調査ではリポ蛋白 (Lp-α) が増加する可能性が示唆されている。リポ蛋白はHDLコレステロールの主成分の一つであるが、一部のHDLコレステロール（小粒子HDL）は動脈硬化や心臓疾患のリスクを高めるために有害である可能性が指摘されている。詳細はコレステロール#脂質異常症。
また中年〜老年の健康な女性（43-69歳、米国）を対象とした疫学調査では、トランス脂肪酸の摂取量が多い群ほど体内で炎症が生じていることを示すCRPなど炎症因子や細胞接着分子が高いことが示された。これについて、研究者は動脈硬化症の原因となる動脈内皮での炎症を誘発している可能性を指摘している。炎症因子についてはアトピーなどのアレルギー症へ悪影響をおよぼす疑いが提示されている。
摂取量が多い場合に、不妊症のリスクが高まる可能性がある。母乳中にその人が食べた食品に応じてトランス脂肪酸が存在し、そのトランス脂肪酸の濃度の傾向はその乳児の血中にもみられる。このカナダの研究では、母親のトランス脂肪酸の由来は、パンとベーカリーから32%、スナック菓子14%、ファーストフード11%、マーガリンとショートニング11%であった。
なお、トランス脂肪酸は、通常の脂肪酸と同様、β酸化によって代謝される。2004年の欧州食品安全機関(EFSA)の意見書では、トランス脂肪酸は消化、吸収、代謝経路に関してシス型脂肪酸と同様で、トランス脂肪酸が特に蓄積しやすいということはないと言われている。シス型とトランス型では、トランス型の融点が高くなっている。
2008年のメタアナリシスでは、天然か人工的かによらず等しくLDLコレステロールを増加させ、HDLコレステロールを低下させることを見出した。一方、動物由来のトランス脂肪酸である共役リノール酸は、抗がん作用があるとみられているが、他の研究者は、cis-9,trans-11共役リノール酸が心血管疾患のリスクを低減し、炎症に抵抗することを見出している。
トランス脂肪酸は、必須脂肪酸であるα-リノレン酸がDHAやEPAに変換されるのを阻害するということからも、冠動脈疾患のリスクを上げることが考えられる。

## 各国の対応と規制

### アメリカ合衆国
アメリカ合衆国では、2003年5月に、スナック菓子製造業者のクラフトフーヅに対して、トランス脂肪酸を使わないように求める訴訟が起こされた。この訴訟は、製造業者が代替品を見つけると約束したことで取り下げられた。この訴訟は、アメリカ国内で、トランス脂肪酸に対する論議を活発にすることに役立った。これと期を同じくして、アメリカ食品医薬品局 (FDA) により、2003年7月11日、新しい栄養ラベルの規定を発表。1食 (one serving) あたり0.5g以上のトランス脂肪酸を含む加工食品や一部の栄養補助食品に関してトランス脂肪酸量を表示することを規定し、トランス脂肪酸量の表示を2006年1月1日から義務づけた。
ニューヨーク市は2006年12月、同市内の飲食店におけるトランス脂肪酸の使用規制を決定した。2007年7月から、1食あたりの調理油やマーガリンに含まれるトランス脂肪酸を0.5g以下とする規制が施行され、違反者には最高2,000ドルの罰金が科せられる。2008年8月には、1食あたりの総量としての使用が0.5g以下に規制された。
2008年7月25日、カリフォルニア州において州レベルで初めて使用禁止を決定し、違反した場合25〜1000ドルの罰金が科せられる。レストランでの使用は2010年1月1日以降禁止され、焼き料理の商品（ペストリー等）での使用は2011年1月1日以降禁止される。
2013年11月、FDAは部分硬化油(PHO:Partially Hydrogenated Oil)に関して、GRAS（一般的に安全と認められる）の対象から除外することを予備決定した。2015年6月にこの予備決定は最終決定となり2018年6月18日より規制が開始することとなったが、このFDAの決定はあくまでも「硬化油(部分水素添加油)を食品に使用する場合は、合理的な根拠によって無害であることが保証できるデータと共に、PHOを使用する際は食品添加物としてFDAに届け出なければならない」というものであり、人工のトランス脂肪酸を含む部分水素添加油（半硬化油）のアメリカ国内での使用を規制する。日本国内では「トランス脂肪酸が全面的に使用禁止」といった報道が多くなされたが、これは正確ではなくトランス脂肪酸もPHOも厳密には使用禁止とはなっていない。ただし現在の科学的な研究は圧倒的にトランス脂肪酸の安全性を否定しているものが多数である状況であるため実質的な加工食品での全面的な使用禁止(農作物など加工食品でないものはFDAの管轄外である)になる事は変わりなくまた米国の食品業界では新規制への対応が既に十分進んでいる。牛や山羊などの「反すう動物由来」のトランス脂肪酸含有の油脂は規制の対象外である。

#### アメリカにおける製造者
2007年現在、米国のKFCやスターバックスなどの大手チェーンでも、トランス脂肪酸の含量の少ない油脂への切替を始めている。
アメリカ連邦政府は、トランス脂肪酸について加工食品の栄養表示を義務づけている。また、2015年6月16日に、部分水素添加油脂の食品への使用規制を決定し、2018年6月18日から適用された。

### その他の各国
カナダでは、他国に先駆け、2003年1月1日よりトランス脂肪酸量を栄養ラベルにて表示の義務化を決定、2005年12月12日に表示を義務化した。2006年にカナダ保健省と心臓病財団が含有量限度の推奨基準を提示した。2007年に政府はその制限に自主的に取り組まれなければ、その基準の規制へと移行するという方針を発表。2009年にはブリティッシュコロンビア州ではその基準に規制した。2018年9月15日からは、トランス脂肪酸を含むすべての食品の製造・輸入販売が禁止される。
欧州食品安全機関 (European Food Safety Authority) は、2010年12月の段階で、未だに統一した法的な規制を設けていない。ただし、下記の加盟国が独自に国内での取り決めや指導・勧告を行っている。
デンマーク
デンマークでは、2003年に食品中のトランス脂肪酸の量を全脂質の2%までとする罰則規定のある行政命令を制定し、2004年より施行された。
オーストリア
オーストリアは2009年9月、国内流通に関し、人工的なトランス脂肪酸が100gあたり2g以上の油脂の国内流通を禁止する規制を施行した。また、脂肪分が20%未満の食品は、トランス脂肪酸の最大許容含有量を全脂肪100gあたり4gとも定められた。
アイスランド
2010年、デンマークの例に準拠する旨を定めている。
英国
英国では摂取カロリーのうち、30%以下（WHO平均所要脂質量換算で66g/日）を脂質に、その中でもトランス脂肪酸を2%以下（同、1.3g/日）にするように勧告している。
ドイツ
ドイツでは食品表示法に準拠した標記が義務付けられている程度で、2010年12月の段階で法的な規制は州単位でも行われていない。
中国
中国では2011年10月12日よりトランス脂肪酸の表示を義務化した。（100gあたり0.5g以下の場合、0と表示してもいい）
韓国
韓国では2007年12月よりトランス脂肪酸量の表示を義務化した。

### 日本の対応と規制
日本は欧米と違い規制が行われていない。2007年の食品安全委員会の調査報告では、日本人が1日に摂取するトランス脂肪酸の平均は全カロリー中0.3%-0.6%（食用加工油脂の国内の生産量からの推計で0.6%）で、米国では2.6%である。これはWHO勧告にある1%未満をクリアしていることから、日本人の大多数が1%未満であり通常の食生活では健康への影響は小さいと結論付けている。
ただし、日本で「平均的」な食生活を営んでいる場合のことで、過剰なトランス脂肪酸を摂取してしまう人も存在する。また、LDLコレステロール（悪玉コレステロール）に対する耐性が低い人も存在する。日本ではインターネット上で反対運動がなされているほかには、ごく一部の企業がトランス脂肪酸低減に取り組んでいる程度で、政府や地方公共団体、業界団体は特段の規制を行っていない。
2011年に消費者庁は商品に含有量を表示するガイドラインを発表した（表示義務はない）、
トランス脂肪酸は、飽和脂肪酸及びコレステロールの含有量を併せて表示する。
(1) 名称等：トランス脂肪酸は、その表示名称を「トランス脂肪酸」とし、枠内に表示する。
表示の順番は、栄養表示基準の栄養成分の次に、飽和脂肪酸、トランス脂肪酸及びコレステロールの順に表示する。
(2) 単位：当該食品の100gもしくは100ml又は1食分、1包装その他の1単位当たりの含有量を一定の値により記載し、単位はグラムとする。
（注3）食品100g当たり（100ml当たり）のトランス脂肪酸の含有量が0.3g未満である場合には、0gと表示しても差し支えない。

#### 日本の企業による低減対策
欧米と違い、非常に少ない。企業によっては、一部の製品のみ軽減の場合があるため注意が必要である。トランス脂肪酸を減らすべく製法を変更したり他の原料に切り替えるなどの対策が各企業において実施された。なお、日本人のトランス脂肪酸の摂取源は、マーガリンよりも菓子類、パン類、油脂類の方が大きな割合を占めている。
菓子パン
- pasco - 2006年2月より、パンや菓子に使用する油脂（マーガリン、ショートニング）をトランス脂肪酸の含有量が少ないものに順次切り替えを行なっている。
- セブン&アイ・ホールディングス - 2010年12月26日、オリジナルパンに限りトランス脂肪酸を含む商品のトランス脂肪酸を低減した方針を明らかにした[46][47]。製造元はフランソア。
- フランソア - いくつかの商品ブランドで1サービングサイズ（1食：55g）あたり0.5g未満に低減[48]。
- 神戸屋 - 使用する油脂などの見直しにより低減[49]。

ファストフード
- 日本ケンタッキーフライドチキンでは、2007年10月にトランス脂肪酸の含有量を半減させた調理油に切り替え、今後も含有量をゼロにする油の研究を進めていくと発表している。
- モスバーガー - パーム油と菜種油でありショートニングは使用していない[50][51]。
- ロッテリア - パーム油100%でショートニングは使用していない[52]。
- 日本ウェンディーズ - 米国と共同歩調で2006年10月から全79店舗でトランス脂肪酸を含んでいない油に切り替えた[要出典]。
- ミスタードーナツ - 2007年12月より油脂を切り替え、ドーナツ1個当たり平均1〜1.5g含まれていたトランス脂肪酸を、平均約0.25gまで低減[53]。2008年3月前後から徹底した酸化値管理を行い、高熱によるトランス脂肪酸の増加についても厳しく管理されている。

その他
- 日清オイリオグループ - トランス脂肪酸への対応として、日本国内には基準がないもののアメリカ食品医薬品局(FDA)において「一食当たりトランス脂肪酸が0.5g未満（油脂の場合100g当たり3.5g未満）の場合に0gと表示できる」とする基準があり、既にその水準を達成している（製造過程で水素添加を施した一部の業務用商品を除く）」とアナウンスしている[54]。
- ブルボン - 全商品の低トランス酸化（1サービング40gあたり0.5g以下）[55]。
- メロディアン、めいらく - コーヒーフレッシュ製品1個あたりのトランス脂肪酸0.0g[56][57]。
- 創健社 - 加工度の低い油を主原料に、トランス脂肪酸の少ない製法を用いている。マーガリン・ファットスプレッド類のトランス脂肪酸含有量が0.2%〜0.3%と極めて低く抑えられている。[58]
- 生活クラブ生協 - なたね油は、油の脱臭工程の温度管理によりトランス脂肪酸を0.6%程度に抑えた。マーガリンは、遺伝子組み換え対策としてパーム由来の原料に切り替えを進めてきたことに加え、部分水素添加油脂ではなくエステル交換による加工油脂を使用することにより、トランス脂肪酸を0.5〜0.9%に引き下げた。[59]
- 明治 - 2018年、トランス脂肪酸の摂取が要因で消費者が死亡した例はないこと、また、日本人の食生活スタイルでは病気などが起こるリスクもほぼないとしつつも、消費者の間で悪評が広がっていることを理由に、トランス脂肪酸の含有率を大幅に減らした家庭用マーガリンを販売することとなった[60]。

## 適切なトランス脂肪酸の低減
食品製造者が自主的にトランス脂肪酸を低減させる一方、飽和脂肪酸の使用量が増加することがある。飽和脂肪酸も心臓疾患との関連からWHO/FAOはトランス脂肪酸の10倍の許容量である10%を上限とし、どちらも低減を目標とすることが示されている脂肪酸である。
たとえば、子供の健康を考えた加工食品の指針をアメリカ政府関連機関が合同で提案したとき、以下のような基準が示された。2011年4月28日、食品医薬品局 (FDA)、疾病対策センター (CDC)、アメリカ農務省 (USDA)、連邦取引委員会 (FTC) の4機関は、肥満増加の対策として子供に販売する飲食品の指針として、加工食品1食品あたりの上限を、飽和脂肪酸1グラム、トランス脂肪酸を0グラム、砂糖を13グラム、ナトリウム を210mgとした。
飽和脂肪酸は日本では既に平均的に摂取しすぎであり、さらに増加させてしまうおそれがある。アメリカ農務省はパーム油は代わりにならないと公表した。パーム油には飽和脂肪酸が豊富に含まれる。日本の2015年の消費者委員会は、マーガリンでは製造者の取り組みによってトランス脂肪酸が低減しているものの、マーガリンで飽和脂肪酸が増加しているものが見受けられることを報告している。また、トランス脂肪酸を低減するための揚げ油に対するマイナスイオン発生器のような装置もある。